# مونتسکیو-د-زالبر
مونتسکیو-د-زالبر (به فرانسوی: Montesquieu-des-Albères) یک کمون در فرانسه با جمعیت ۸۲۴ نفر است که در Canton of Argelès-sur-Mer واقع شده‌است.